# Tramping

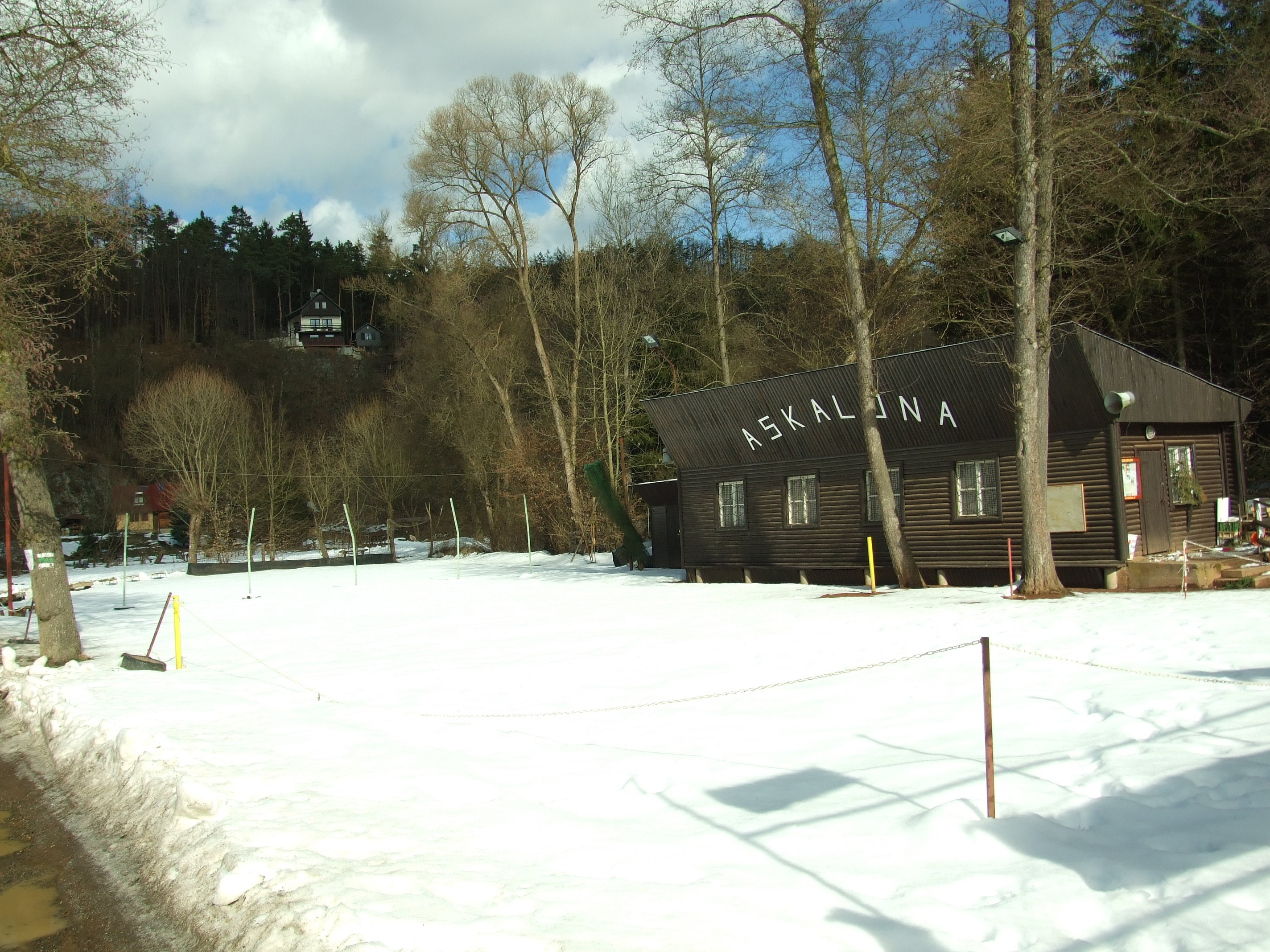
Trampská osada
na řece Kocábě v zimě

Tramping (anglická výslovnost [ˈtræmpɪŋ]) nebo trempink (česky tulačení) je české a slovenské občanské lidové hnutí inspirované Ligou lesní moudrosti, respektive woodcraftem, skautingem (resp. junáctvím) a americkým Divokým západem.

## Původ názvu a další označení
Pojem „tramp“, případně „tremp“ pochází z angličtiny a používal se jako označení pro tuláka nebo sezónního dělníka, často člověka nerespektujícího všeobecně vžité konvence okolní společnosti nebo osobu pohybující se na okraji společnosti a vyhýbající se vžitým společenským uzancím a povinnostem. Běžně šlo o osobu bezprávnou a bez majetku či společenského postavení; v Americe se pro takovou osobu spíš užívalo označení „hobo“ (mn. č. hoboes).
Původně znamenalo slovo „tramp“ loď bez pravidelného jízdního řádu, vozící zboží, případně náhodné cestující z přístavu do přístavu podle přání majitelů. Tím se inspirovaly party kanoistů na českých řekách, které si také připadaly jako posádky takového trampu. Vůbec námořníci a plavci – staří rakousko-uherští matrosové – se stali vzorem pro část mládeže republiky. První čeští trampové se také nechovali jako zálesáci či indiáni, ale spíše jako námořníci, většinou jezdili na pramičkách či kanoích apod.; zvykem z této doby je dodnes vlajkový stožár na každé osadě, slavnostní vztyčování vlajky a také původně námořnický pozdrav „a hoy“, do češtiny převzatý jako „ahoj“. Původně znamenal volání po poslání šalupy, tedy výzvu k setkání námořníků dvou lodí na dálné plavbě.
Do češtiny pojem „tramp“ vstoupil pravděpodobně převzetím z dobových překladů románů Jacka Londona začátkem 20. století. Obecně se jako zdroj uvádí Londonův román Cesta (The Road). Další inspirací byly dobové knihy a filmy tematicky čerpající z prostředí Divokého západu, například romány Karla Maye, Zane Greye, Jacka Shaefera, Roberta Louise Stevensona[zdroj⁠?!] i různých, převážně amerických autorů.
Tramping bývá nazýván také „vandr“ či „vandrování“, což je významový posun od původního, dnes již zastaralého významu slova. Dále bývá označován slangovým výrazem „čundr“ a tramp výrazem „čundrák“ (z německého „tschundern“, „toulat se“). Pojem „čundrák“ býval poměrně pejorativní označení, později hanlivý význam ztratil a zlidověl.

## Historie

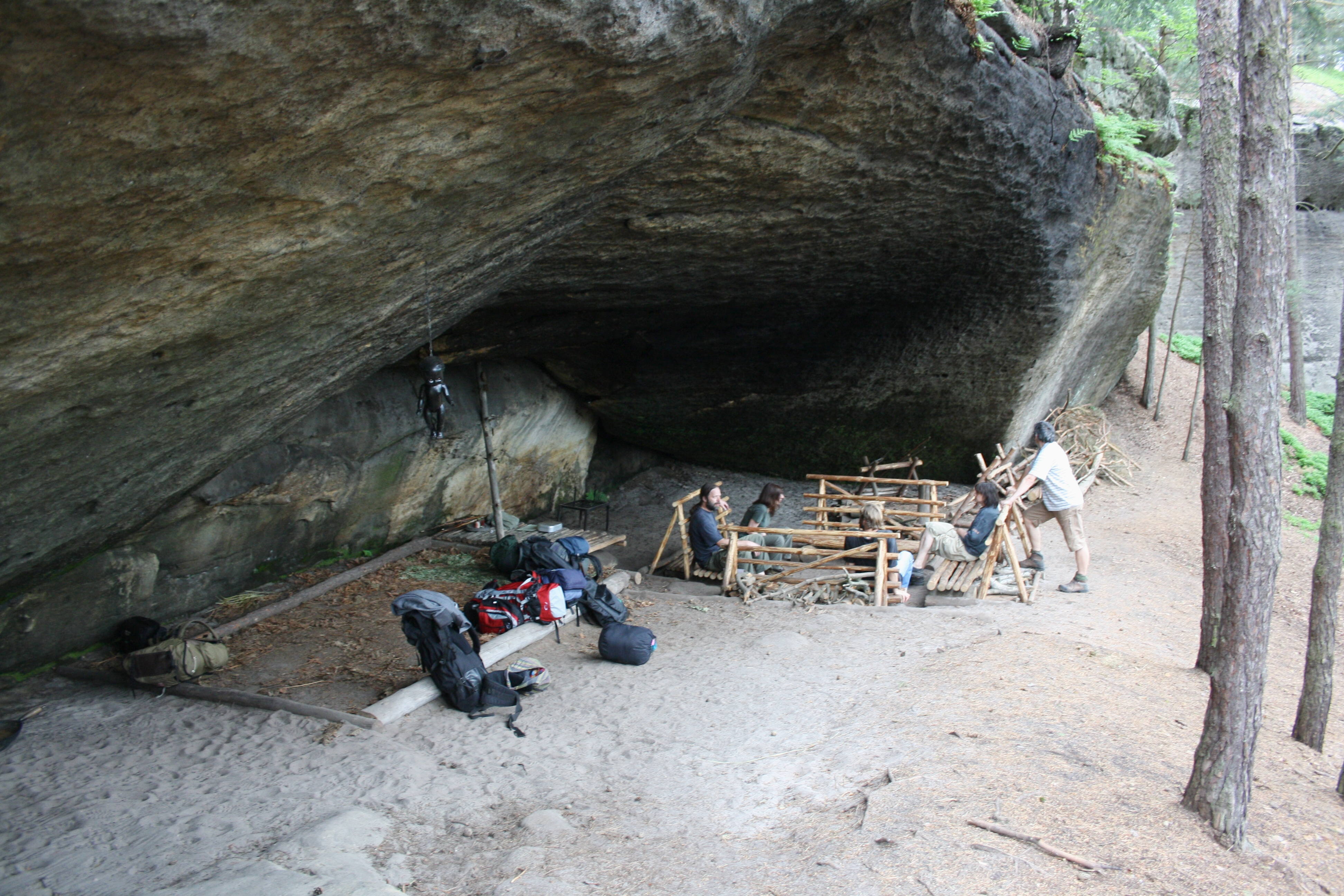
Kemp Mrtvé dítě v Roverských skalách

Nejstarší známá česká osada byla založena kolem roku 1918 na Vltavě v místě zvaném Svatojánské proudy, dnes zatopeném vodami štěchovické přehradní nádrže. Původně bezejmenná skupinka bývalých pražských skautů časem z recese přejmenovala místo, kam jezdili o víkendech, na „Roaring Camp“ (Tábor řvavých) podle povídky Breta Harta. Později (podle osadní kroniky v roce 1919) zde – na lesním pozemku Strahovských premonstrátů – byla založena trampská osada „Ztracená naděje“ čili „Ztracenka“. Název osady si osadníci zvolili podle němé filmové kovbojky The Valey of Lost Hope (1915, Údolí ztracené naděje). K osadníkům patřil také trampský textař a skladatel Jarka Mottl.
První trampové bývali obvykle lidé pocházející z chudších sociálních vrstev, příp. nezaměstnaní, kterým tento způsob života společensky vyhovoval. Později, když se hnutí zpopularizovalo v širších vrstvách české společnosti, se k trampům řadili i mladí ze středních vrstev, módně i z vyšších společenských vrstev, tzv. astracháni.
Městským výletníkům s auty a přepychovým vybavením se říkalo posměšně „paďouři“ nebo „mastňáci“ – někdy po nich zbývaly mastné papíry a jiný nepořádek. Naproti tomu praví trampové měli úctu k přírodě, po jejich táboření nebylo ani stopy, uklidili po sobě.
První čeští trampové byli starší skauti (roveři), kterým přestal vyhovovat pevný řád skautské organizace, ale měli vztah k přírodě a romantice. Bylo to v letech první světové války a označení „tramp“ se tehdy ještě nepoužívalo, říkalo se jim „divocí skauti“.
Předválečná historie trampingu z dob prvopočátků trampingu je známa díky osobnosti Boba Hurikána a jeho knize Dějiny trampingu, popisující zlomkovitě některá známější místa, kam předváleční trampové (hlavně pražští) jezdili, a osady, které autor znával. Hurikánova kniha je poměrně rozsáhlá, ovšem je amatérským a emociálně laděným popisem doby psaným pohledem přímého účastníka; uvádí některé, dnes již známější události z historie trampingu a některá fakta; nečiní si nárok na kompletní ani odborné hodnocení fenoménu zvaného tramping.
Trampové postupně objevovali tehdy ještě neosídlenou přírodu, zejména v jižním okolí Prahy, především v povodí řek Vltavy a Sázavy, později i v povodí řeky Berounky či v hlubokých lesích na Brdech či na jejich lesnatém předhůří – na Hřebenech. Tramping se posléze rozšířil v menší či větší míře do všech koutů bývalého Československa. V povodí Vltavy a Sázavy pak také vznikly první osady po vzoru osad při osídlování Západu.

## Charakteristika trampingu

### Východiska
Trampské hnutí je založeno na přátelství a kamarádství, přirozeném humanismu, elementární úctě k druhému člověku, lásce a úctě k přírodě, jakož i na úctě ke svobodě každého člověka. Z lesní moudrosti, resp. od woodcraftu, přebírá tramping neformálně zákony a zásady, které formuloval americký spisovatel Ernest Thompson Seton. Vnější atributy trampingu se mění, ale základní zásady jsou neměnné a platné dodnes.
Tramping je výrazně společenský fenomén, typický a charakteristický pro české a slovenské městské a průmyslové aglomerace, po vzniku samostatného Československa. Označuje neorganizované hnutí, jehož jádrem jsou starší teenageři. Tramping jako hnutí jim umožňuje realizovat své představy o životě a klasické touhy mladých lidí po volnosti, romantice, dobrodružství, vztazích založených na přátelství a vzájemné důvěře malých skupin, a na jednoduchém, srozumitelném a přírodním způsobu života, který si mohou dospívající lidé, jinak svazovaní společenskými konvencemi, vytvářet podle svých představ.

### Organizace skupin

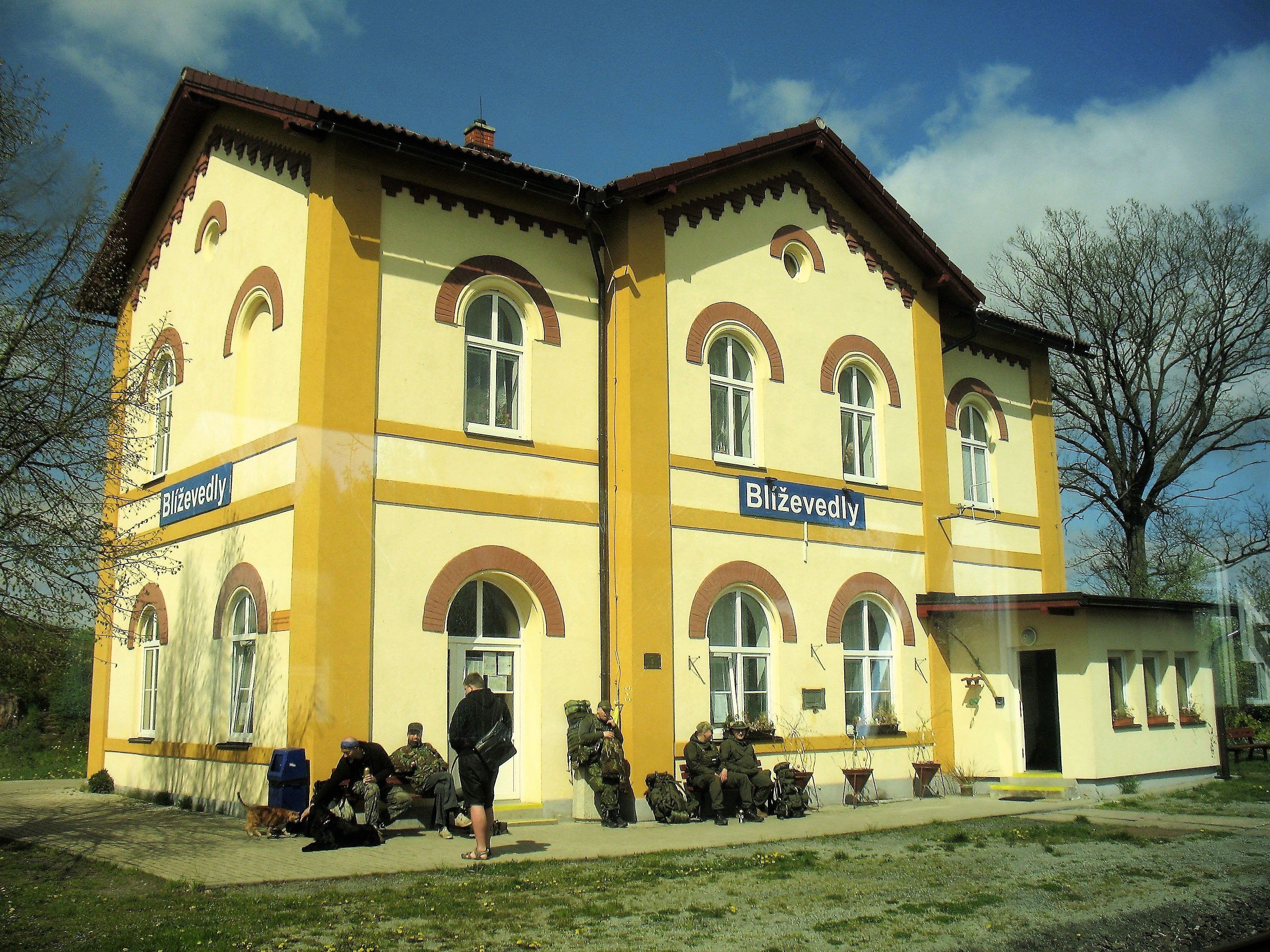
Trempové, vracející se z Roverských skal, čekají na vlak v železniční stanici Blíževedly

Podstatnou a důležitou vlastností trampingu bylo a stále je, že nebyl nikdy pevně organizován a veškeré pokusy o organizovanost nebo komercionalizaci nikdy neuspěly. Trampové se úmyslně nechtěli jakkoliv organizovat, neboť věděli předem, jak by to dopadlo: organizaci by pak uchvátil stát, začal by předpisovat, co se má a nemá dělat, a bylo by po svobodě. Žádná pravidla nebyla nikdy sepsána ani dohodnuta, a přesto jsou uznávána a dodržována naprostou většinou lidí, kteří se k trampingu hlásí. (Například oheň je pro trampa „posvátný“. Ani v dešti by ho nezapaloval např. benzínem, to by se znemožnil sám před sebou i v očích kamarádů. Když se večer sedělo u táboráku, nepadalo v úvahu do posvátného ohně přátelství hodit nedopalek cigarety – to byla pro trampy urážka.) Tramping je totiž především životní názor a postoj doplněný o nekonzumně zaměřený životní styl.
Každá osada měla kromě svého originálního názvu (tj. měla své neoficiální nezaměnitelné jméno) také svého šerifa a vlajku; po válce k těmto základním atributům přibyly i domovenky na rukávech bund a košil.
(„Předepsané“ umístění domovenky bylo na levém rukávu, půl stopy pod ramenním švem košile či bundy.) Na domovence byla zkratka T. O. (trampská osada). Bývali také trampové-samotáři, ti měli zkratku T. S. (tramp samotář) a svoje, zpravidla anglické jméno. Když tramp-samotář potkal na vandru T. O., mohl se k nim přidat a byl přátelsky uvítán, pobyl s nimi, jak dlouho chtěl, a pak šel dál svou cestou – byla kamarádská volnost, nikdo nikoho neomezoval. Pokud jim byl sympatický, vyměnili si s ním adresu, a zvali ho každoročně na výroční potlach, kde se s ním rádi zase viděli.
Jednotlivé osady mívaly své osadní kapely a pěvecké sbory, které se pyšnily vlastními osadními písněmi. Trampské písně zněly a dosud znějí u táboráků a osadních ohňů, přičemž mnohé byly velmi úspěšné. Písně, jež se zpočátku šířily výhradně ústním podáním a mnohé z nich časem téměř či zcela zlidověly (viz pasáž Odraz v kultuře), bývaly později komerčně vstřebány žánrem populární hudby.

### Činnost
Významnou složkou osadního života trampů býval sport, kupř. lukostřelba, lasování, lyžování, zimní a horská turistika, vodní turistika, resp. vodáctví, trampská atletika (vrh různými předměty na dálku či na cíl, kupř. vrh sekerou, kládou či hod oštěpem nebo krumpáčem). Ze známých kolektivních sportů byl významný klasický volejbal či původem čistě český trampský sport, dnes již celosvětově rozšířený nohejbal (čili trampský fotbal).

## Společenský přínos
Jakožto svobodomyslné občanské lidové hnutí to tramping (spolu s oběma příbuznými hnutími skautingem a lesní moudrostí) v dobách totalitních vlád neměl nikdy lehké. Všechna tato hnutí byla totalitními režimy potlačována a uzurpována, často nevybíravým způsobem. Projevovalo se to v praxi všelijak: kontrolami StB na nádražích, bouráním trampských bud na Brdech i jinde, rozháněním potlachů Veřejnou bezpečností, páráním domovenek na rukávech bund a košil, zákazem skautské činnosti, násilným obsazováním skautských kluboven, krádežemi kronik aj. Skauty a trampy „neměl vůbec rád“ nacismus ani komunismus. Vždyť právě z řad trampů a bývalých skautů (a také sokolů a orlů) se rekrutovalo množství lidí aktivně činných v protinacistickém odboji za druhé světové války. Svobodomyslnost, volnost, neformálnost, obdiv k západní demokratické kultuře, důraz na prosté lidské bratrství a humanismus, politický liberalismus, láska a úcta k přírodě a mnohé jiné projevy těchto hnutí totalitním režimům (slušně řečeno) nikdy nevyhovovaly a nebyly jim po chuti.
V dnešní době se setkáváme s názory, že klasický tramping i skauting, tak jak ho známe z dějin 20. století, je již definitivně překonanou minulostí a že je již de facto mrtvým hnutím. I na toto téma probíhá v současné společnosti dosti živá diskuse a téma se zdá značně otevřené, tato záležitost není plně a uspokojivě vysvětlena dodnes. Velký společenský pohyb a změny, jež nastaly po událostech z listopadu roku 1989 poznamenaly bezpochyby i trampské hnutí; jisté ale je, že všechna tři příbuzná hnutí (tramping, skauting a lesní moudrost) našla své moderní myšlenkové ekvivalenty v mnoha jiných občanských hnutích a lidových iniciativách zaměřených kupř. na ochranu přírody a krajiny, na ekologii či na ochranu památek a životního prostředí apod. Nelze také nevidět, že i mnohá současná moderní sportovní odvětví aktivně provozovaná v přírodě (tzv. outdoor aktivity) mají svůj reálný předobraz v některých starších formách trampského či skautského sportování a pobytu v přírodě. Stále živá je především pěší a lyžařská turistika, vodáctví, horolezectví, jezdectví a v místech, kde je dovoleno, táboření v přírodě i další sportovní či rekreační aktivity.
V desátých letech 21. století se přirozeně zvýšil zájem o skauting, jako potřebu hledání pevnějších hodnot v nových sociálních podmínkách. Členství ve skautu je vnímáno jako zásadní hodnota např. při výběrovém řízení v profesích, v nichž je nezbytná zodpovědnost a etika.
Odborné hodnocení fenoménu zvaného tramping ze sociálních a sociologických kritérií, stejně jako popis novodobé historie trampingu, zpracovaný ve vší komplexnosti, zejména v období po druhé světové válce (a to až do roku 1989) na své kvalitní literární a historické zpracování teprve čeká. Ve druhé polovině 20. století se dokumentaci a odbornému zpracování trampingu věnovalo např. muzeum v Jílovém u Prahy, kde vznikla také malá stálá expozice; po roce 2000 na něj navázalo Muzeum umění a designu Benešov, které se zabývalo zejména stavbami trampských osad a drobnou hmotnou kulturou. Dílčí publikace tohoto výzkumu je obsažena v publikaci Z Benešova za architekturu 20. století. V Posázaví pak byly muzeem rozmístěny informační tabule seznamující s fenoménem trampingu a Posázavského pacifiku. Bohatý dokumentační fond byl však při politickém útoku na benešovské muzeum roku 2017 zlikvidován.[zdroj?] Návazně lze považovat za výzkumné pracoviště Etnografické muzeum Národního muzea v Praze, které v roce 2020 připravilo obsáhlou výstavu Sto let českého trampingu, k níž byla vydána doprovodná publikace. Téma trampingu lze nalézt také v jednotlivých výstupech Etnologického ústavu Akademie věd ČR.

### Rozšíření
Z historického hlediska lze odhadovat (přesné údaje nejsou, a pravděpodobně nikdy nebudou k dispozici, důvodem je neorganizovanost a regionální roztříštěnost trampského hnutí, stejně jako jeho filozofie neorganizované samostatnosti), že trampingu jako hnutí se v průběhu přibližně posledních 100 let jeho dosavadní existence aktivně účastnilo několik set tisíc lidí celkem asi pěti po sobě následujících generací. Počet jednotlivých trampských skupin (trampské party a osady), které se dobově věnovaly aktivitám trampingu, je v průběhu této doby odhadován na 30 000 až 40 000 (některé odhady mluví až o osmdesáti tisících).

### Kontroverze
V důsledku meziválečného trampingu byla řada oblastí (Posázaví, Povltaví, okolí Kocáby, údolí Českého ráje atd.) zastavěna chatovými osadami, které se později podařilo legalizovat a dále rozšiřovat. Tato místa dnes většinou už nemají s trampingem nic společného a jde o běžné rekreační oblasti. Krajinářsky a ekologicky cenná území tím byla urbanizována a esteticky pozměněna.
Dnes se tramping pohybuje v pomyslné šedé zóně. Někteří odborníci sice zmiňují jeho údajný společenský i environmentální přínos, ale tito lidé nemusejí být nezávislí, protože přiznávají, že sami trampují. Navíc používají nečisté metody k obhajobě a zachování míst, na kterých táboří. Tramping se mnohdy i dnes pojí s vytvářením staveb typu jednoduchých chatek, srubů či posezení. U těchto „campů“ a „osad“ jsou ohniště. Rozdělávání ohňů a táboření v lese však lesní zákon neumožňuje, neudělí-li k tomu vlastník lesa výjimku. Naprostá většina trampských osad je proto ilegálních. V chráněných územích navíc táboření, rozdělávání ohňů a budování čehokoli výslovně zakazuje i zákon 114/1992 o ochraně přírody a krajiny.
Příkladem kritika trampingu ze strany ochránců přírody v CHKO Kokořínsko – Máchův kraj (především v tzv. Roverských skalách) je vystudovaný přírodovědec a novinář Ivan Brezina. S odkazem na zákon 114/1992 a vyjádření České inspekce životního prostředí, Agentury ochrany přírody a krajiny a Archeologické komise Libereckého kraje argumentuje zejména poškozováním přírody a archeologických lokalit nelegálními aktivitami spojenými s trampingem (budování černých staveb a tábořišť, rozdělávání ohňů) a nadměrným pohybem osob. Výsledkem je bourání ilegálních staveb a tábořišť Agenturou ochrany a přírody krajiny ČR. Vznikla i mobilní aplikace www.trampskekempy.com, která ukazuje GPS polohu jednotlivých kempů, což umožňuje účinnou občanskou kontrolu lokalit. V roce 2023 natočila Česká televize dvoudílný seriál v pořadu Nedej se! pojednávající o situaci v CHKO Kokořínsko.
Z opačného názorového spektra lze zmínit server Info.cz, kde žurnalista a šéfredaktor Pavel Vondráček vede v třináctidílném podcastu Trampské války rozhovory s odborníky i angažovanými trampy na dané téma. Jeden z dílů obsahuje i rozhovor s Martinem Markem, režisérem výše zmíněného seriálu České televize.

## Odraz v kultuře